# Las Plassas
Las Plassas (en sard, Is Pratzas) és un municipi italià, dins de la província de Sardenya del Sud. L'any 2007 tenia 269 habitants. Es troba a la regió de Marmilla. Limita amb els municipis de Barumini, Pauli Arbarei, Tuili, Villamar i Villanovafranca.

## Administració
| Període | Identitat   | Partit        |
| ------- | ----------- | ------------- |
| 2005-   | Paolo Melis | Llista cívica |